# Bataille de Xingyang
guerres de la fin de la dynastie Han
La Bataille de Xingyang (chinois simplifié : 荥阳之战 ; chinois traditionnel : 滎陽之戰 ; pinyin : Xíngyáng Zhī Zhàn) se déroule en 190, durant la fin de la dynastie Han et fait partie des combats de la campagne contre Dong Zhuo. Elle oppose les troupes de Dong Zhuo, qui se replie sous les ordres du général Xu Rong après leur défaite à Luoyang, à celles de Cao Cao, qui rattrapent les fuyards à Xingyang.

## Situation avant la bataille
En 190, des fonctionnaires régionaux dissidents et des chefs de guerre forment une coalition contre le Chancelier Dong Zhuo, qui contrôle la Cour Impériale et a fait de l’empereur Han Xiandi son otage. Zhuo pense que Luoyang, la capitale des Han, n’est pas aussi facile à défendre que Chang'an, l'ancienne capitale, située plus à l’Ouest. Il donne l'ordre de déplacer tous les civils et les fonctionnaires de la Cour, y compris l’empereur, à Chang'an, pendant qu'il reste sur place avec les militaires pour défendre Luoyang. Le 9 avril 190, pendant qu'a lieu ce véritable exode, Dong Zhuo ordonne à ses soldats de raser Luoyang, confisquer toutes les richesses qu'ils peuvent trouver et piller les tombes des empereurs Han.
Au moment des faits, les membres de la coalition sont stationnés à différents endroits:
- Yuan Shao est à Henei (河內)
- Zhang Miao (en), Liu Dai, Qiao Mao et Yi Yuan sont à Suanzao (酸棗) qui se situe à proximité de l’actuel Yanjin, Henan)
- Yuan Shu est à Nanyang (南陽)
- Kong Zhou est à Yingchuan (潁川)
- Han Fu est à Ye

Comme l'armée de Dong Zhuo est encore très puissante, les membres de la coalition n’osent pas l'attaquer pendant qu'il se replie sur Chang'an.
Cao Cao, qui est alors stationné à Suanzao, voit là une occasion d’attaquer Dong Zhuo et harangue les membres de l’alliance :

« Nous avons rallié des troupes au nom de la droiture pour détruire l’oppression et le trouble, maintenant que nous sommes unis, pourquoi hésitez-vous ? Au début, si Dong Zhuo avait appris que des armées sont levées (contre lui) dans le Shandong, il aurait utilisé l'empereur pour justifier ses actes, occupé la vieille capitale (Luoyang) et serait parti vers l’est pour attaquer le reste de l’empire ; alors en plus de se comporter de façon immorale, il serait toujours resté une menace. Maintenant, il brûle le palais impérial, tient le fils du ciel en otage et s'enfuit avec lui. L’empire est en désordre, et personne ne sait à qui s’adresser. C’est maintenant le moment où le ciel se retourne contre lui. Une bataille et l’empire sera sauvé. Nous ne devons pas perdre cette occasion. »

Apparemment, le discours de Cao Cao n’a pas beaucoup de succès, car seul son ami Wei Zi (衛茲), qui est sous les ordres du Seigneur de guerre Zhang Miao, le suit. Malgré tout, Cao part de Suanzao, avec Zi et leurs troupes respectives, pour aller occuper Chenggao (成皋).

## La bataille
Les armées de Cao Cao et Wei Zi avancent jusqu'à atteindre la rivière Bian à Xingyang, un important relais de poste sur la route de Luoyang. Là, ils rencontrent les troupes ennemies dirigée par Xu Rong. Après une journée de combats acharnés, les troupes de la coalition, composées d’un assemblage hétéroclite de vassaux et des pillards, sont mises en déroute par les soldats professionnels de Dong Zhuo, tous des vétérans des combats de la province de Liang. C'est une lourde défaite pour les hommes de la coalition et Wei Zi est tué au cours des combats. En outre, Cao Cao est touché par une flèche perdue et son cheval est blessé. Son jeune cousin, Cao Hong, lui offre son propre destrier, mais Cao Cao refuse dans un premier temps. Cao Hong lui dit alors "L'empire peut faire sans moi, mais il ne peut pas faire sans vous." Cao Cao accepte alors le cheval de son cousin, qui le suit à pied. Tous deux profitent de la nuit pour se replier sur Suanzao.
Après sa victoire, Xu Rong envisage d'attaquer Suanzao, mais il a observé que même si les hommes de Cao Cao étaient peu nombreux, ils se sont battus avec acharnement pendant toute la journée. Partant du principe que s'il attaque Suanzao, il devra se battre contre ce genre d’hommes et en plus grand nombre, il se replie à son tour.

## Conséquences
Cao Cao retourne à Suanzao pour y trouver les seigneurs de guerre en train de festoyer à longueur de journée, sans aucune intention d’attaquer Dong Zhuo. Après leur avoir reproché leur attitude, il tire les leçons de son échec à Xingyang et plutôt que de réessayer d'attaquer Chenggao de front, Cao leur présente une stratégie de rechange :
Au lieu de tenter une nouvelle attaque directe depuis Suanzao, le plan consiste à prendre des points stratégiques pour procéder au blocus de Luoyang et Chenggao. Dès lors Yuan Shu, le général qui dirige la coalition dans le Sud; pourrait, au lieu d’attaquer Luoyang, menacer Chang'an, la nouvelle capitale de Dong Zhuo. Les troupes de la coalition pourrait se positionner derrière les fortifications et ainsi éviter les combats. Selon Cao Cao, ce plan pourrait montrer à tout le monde que la coalition est en mouvement et ainsi exercer une pression sur la Cour de Dong Zhuo. Cao espère que cette pression sera fatale au gouvernement de Dong Zhuo et le discréditera avant de provoquer son effondrement. Cao Cao conclut son plan avec ces mots : "Maintenant que nos hommes se battent pour une cause juste, si nous hésitons et repoussons l'action à plus tard, nous décevrons tous les habitants de l’empire et je serai honteux pour vous ."
Malgré cette harangue finale, les généraux présents à Suanzao rejettent son plan. Cao Cao les abandonne pour rassembler des troupes dans la Province de Yang (揚州) avec l'aide de Xiahou Dun, puis se rend au camp avec le commandant de la coalition Yuan Shao à Henei (河內). Peu de temps après le départ de Cao Cao, les généraux du camp de Suanzao se dispersent, à cause du manque de nourriture et de bagarres entre eux. En somme, le camp de la coalition à Suanzao c’est effondré de lui-même.
Quelques années plus tard, lorsque Yuan Shao et Cao Cao deviennent des rivaux dans la course au pouvoir, Yuan Shao fait rédiger à son secrétaire Chen Lin un document visant à discréditer Cao, avant leur confrontation lors la bataille de Guandu. À un moment donné, Chen Lin utilise la défaite de Cao Cao à la bataille de Xingyang dans son texte :

« ... il a fait preuve de témérité et d'un manque de prévoyance. Attaquant en toute hâte, il a été rapidement repoussé, subissant beaucoup de pertes et devant fuir jusqu'à sa base au prix de lourdes pertes en vies humaines »

## Dans les œuvres de fiction
Dans le roman historique de Luo Guanzhong intitulé le Roman des Trois Royaumes, l'auteur nous offre une vision romancée assez différente de la réalité historique. Dans le roman, la coalition connait plusieurs victoires successives et marche sur Luoyang. Dong Zhuo demande de l'aide à son conseiller Li Ru, qui lui suggère de déplacer la capitale à Chang'an. Zhuo approuve l'idée de Ru et brûle Luoyang pour forcer la population à quitter la ville. Les généraux de la coalition voient la fumée provenant de Luoyang et avancent, pour découvrir les ruines calcinées de la capitale.
Cao Cao va voir Yuan Shao et lui dit que la coalition doit poursuivre Dong Zhuo, ce à quoi Shao répond que tout le monde est épuisé et qu'il n’y aurait rien à gagner à lancer une telle poursuite. Tous les seigneurs de guerre approuvent les dires de Shao, ce à quoi Cao Cao réplique en s'exclamant : "Vous, bouffons enfantins, n’êtes pas capable de participer à la planification d'une stratégie ! "  Cao Cao prend avec lui Xiahou Dun, Xiahou Yuan, Cao Hong, Cao Ren, Li Dian, Yue Jin et environ 10 000 soldats, puis se lance à la poursuite de l'armée de Dong Zhuo.
Dans le roman, la route vers l'ouest qui part de Luoyang pour rejoindre Chang'an passe par Xingyang, alors qu'en réalité cette ville est à l'est de Luoyang. Toujours est-il que lorsque Dong Zhuo atteint Xingyang, il y est accueilli par Xu Rong. Li Ru, apprenant que Cao Cao approche, suggère de lui tendre une embuscade avec les troupes de Lü Bu. Comme prévu par Ru, lorsque Cao Cao arrive à Xingyang, il engage le combat contre Lü Bu. Pendant que Xiahou Dun est pris dans un duel avec Lü, Li Jue et Guo Si, deux des généraux de Dong Zhuo, encerclent Cao Cao. Cao donne l'ordre à Xiahou Yuan et Cao Ren de les tenir à distance, mais ses troupes sont finalement dépassées par leurs adversaires et il doit se retirer.
Alors que les hommes de Cao se préparaient pour passer la nuit, Xu Rong déclenche son embuscade et disperse leur camp. Cao Cao monte rapidement sur son cheval pour s’échapper, mais il est touché à l’épaule par Xu Rong et son cheval est tué. Cao est alors capturé par deux soldats ennemis, mais Cao Hong les tue et libère son maître. Hong offre son cheval à Cao Cao, mais ils se retrouvent face à une rivière et Cao est trop épuisé pour continuer à monter à cheval, alors que les hommes de Xu Rong s'approchent de plus en plus. Cao Hong décide de transporter Cao Cao comme il peut et patauge pour traverser la rivière. Les hommes de Xu Rong commencent par tirer des flèches contre eux, mais très vite ils font demi-tour pour traverser la rivière à gué, plus en amont. Lorsque Cao Cao et Cao Hong arrivent finalement de l’autre côté du fleuve, Xu Rong les charge depuis l’amont, mais Xiahou Dun l'intercepte et le tue sur place. Les troupes de Cao Cao finissent par se regrouper et retourner au camp principal de Yuan Shao à Henei, tout le monde étant soulagé que Cao Cao soit sain et sauf. Le restant des troupes de Dong Zhuo repart pour le rejoindre à Chang'an.